# بنوك إلكترونية في أوروبا
يعد تطور البنوك الرقمية في أوروبا (تسمى ايضا بالبنوك الإلكترونية أو بنوك الانترنت) اتجاهًا في المشهد المالي الأوروبي بدءًا من العقد الأول من القرن الحادي والعشرين. البنوك الرقمية هي نوع من البنوك الإلكترونية عبر الانترنت التي تقدم الخدمات المالية في المقام الأول من خلال تطبيقات الهاتف المحمول والويب، مع الاعتماد بشكل ضئيل أو معدوم على الفروع المادية. وكان هذا الاتجاه مدفوعًا بالتقدم التكنولوجي، وتغيير تفضيلات المستهلك، والأطر التنظيمية الداعمة. تقدم البنوك الجديدة مجموعة من الخدمات، بما في ذلك الحسابات الشخصية والقروض وخدمات الدفع، مع التركيز على الواجهات سهلة الاستخدام والرسوم المنخفضة والميزات المبتكرة.  في عام 2022 أجرى سوق البنوك الرقمية الأوروبية أكثر من 570 مليار معاملة.

## نمو البنوك الرقمية في أوروبا
شهد تأسيس البنوك الرقمية في أوروبا نموًا سريعًا في العقد الأول من القرن الحادي والعشرين، مع دخول العديد من الشركات الجديدة إلى السوق وجذب ملايين العملاء. تشمل العوامل الرئيسية لنموها ما يلي:
- التقدم التقني: أدى الاعتماد الواسع النطاق للهواتف الذكية والإنترنت عالي السرعة إلى تسهيل وصول المستهلكين إلى الخدمات المصرفية من خلال القنوات الرقمية.
- تغيير تفضيلات المستهلك: مع تزايد طلب المستهلكين على تجارب شخصية وسهلة الاستخدام، استفادت البنوك الرقمية من هذا الاتجاه من خلال تقديم منتجات وخدمات مالية مبتكرة مصممة خصيصًا للعصر الرقمي.[بحاجة لمصدر]
- البيئة التنظيمية الداعمة: سهّل توجيه خدمات الدفع المعدل ( PSD2 ) الصادر عن الاتحاد الأوروبي دخول اللاعبين الماليين غير التقليديين، مثل البنوك الرقمية إلى السوق من خلال تمكين مقدمي الخدمات الخارجيين من الوصول إلى بيانات حساب العميل من البنوك التقليدية بموافقة العميل.[4] [5] [6]

## بعض البنوك الرقمية الأوروبية
1. يعد ريفولوت في المملكة المتحدة الذي تم إطلاقه عام 2015 كأكبر بنك رقمي في أوروبا مع 30 مليون عميل في جميع أنحاء العالم، ويقدم خدمات مثل الحسابات الشخصية مع أرقام IBAN المحلية وبطاقات الخصم وتحويل العملات والمنتجات الاستثمارية.[7]
2. N26 هو بنك رقمي ألماني قام بتوسيع عملياته في جميع أنحاء أوروبا مع التركيز على أوروبا.[8]
3. مونيس [الإنجليزية] هي شركة متخصصة في مجال التكنولوجيا المالية ومقرها لندن وحصلت على 35 مليون دولار من بنك إتش إس بي سي في عام 2022.[9] [10]
4. تأسست شركة Bunq في هولندا في عام 2012 وتعمل في 30 دولة أوروبية، وتقدم خدمات مثل الحسابات الشخصية، وبطاقات الخصم، وتحويل العملات، والمدخرات، وتتوسع في الولايات المتحدة الأمريكية. [11] Bunq هو ثاني أكبر بنك رقمي في أوروبا مع 9 ملايين عميل.[12] [13]
5. شركة وايز في المملكة المتحدة وهي شركة متخصصة في مجال التكنولوجيا المالية للصرف الأجنبي.
6. Vivid Money هو بنك رقمي مقره في ألمانيا ويموله بنك تينكوف الروسي، بدعم من SolarisBank ومقره برلين وVisa.[14] [15]
7. بنك كونتو [الإنجليزية] هو بنك رقمي فرنسي متخصص في العاملين لحسابهم الخاص والمؤسسات الصغيرة والمتوسطة الحجم ويعمل في فرنسا وألمانيا وإسبانيا.[16]

## روابط خارجية
- التحول الرقمي في الخدمات المصرفية وأثره على المنافسة
- الشمول المالي الرقمي: مناهج السياسات الناشئة
- توجيه خدمات الدفع المنقح (PSD2) والانتقال إلى أمان أقوى للمدفوعات